# Poritia nila
Poritia nila är en fjärilsart som beskrevs av John Nevill Eliot 1957. Poritia nila ingår i släktet Poritia och familjen juvelvingar. Inga underarter finns listade i Catalogue of Life.